# Castelo de Lamego
O Castelo de Lamego, no Ribadouro, localiza-se na freguesia de Lamego (Almacave e Sé), na cidade e no Município de Lamego, Distrito de Viseu em Portugal.
A sua data de fundação foi em 1217 d.C. Castelo originalmente de montanha, atualmente os seus dois panos de muralha, interna e externa, inserem-se na malha urbana. Ex-libris da cidade, do alto de seus muros podem-se avistar as águas dos rios Coura, Balsemão e Varosa.
Encontra-se classificado como Monumento Nacional por Decreto publicado em 23 de Junho de 1910.

## História

### Antecedentes
A primitiva ocupação humana do sítio de Lamego remonta a um castro pré-histórico, embora alguns autores considerem que aqui teria habitado o povo de Lacão (c. século V a.C.), conquistado pelo Império Romano.
Quando da Invasão romana da Península Ibérica, o imperador Trajano teria ordenado a reconstrução do povoado, então denominado de Lameca, passando de simples villa a civitas por volta do século IV, período em que já conheceria o cristianismo.
Entre o século V e o século VIII esteve no domínio dos Visigodos, quando a povoação foi sede de bispado, da qual é testemunha a Basílica de São Pedro de Balsemão, erguida entre os séculos VI e VII, em estilo visigótico. A partir do século VIII a povoação conheceu o domínio Muçulmano.

### Será um castelo medieval?
À época da Reconquista cristã da península, a povoação foi inicialmente tomada por Ordonho II da Galiza (910). Posteriormente seria reconquistada (997) pelas forças do hájibe Almançor, que a manteria até ao século XI. Foi tomada com dificuldade por Fernando Magno aos muçulmanos (29 de Novembro de 1057), o que demonstra o valor da sua fortificação à época: E, pero que a cidade era mui forte, foy cercada em redor. E tantos engenhos e Castellos de madeira lhe pos e tã ryjo a cõbateo que a tomou per força. (Crónica Geral de Espanha, 1344).
Os domínios da povoação e seu castelo foram doados como dote a D. Teresa de Leão quando do seu casamento com D. Henrique de Borgonha, passando a integrar os domínios do Condado Portucalense. Com a independência de Portugal, foram doados aos Mendes, senhores de Bragança. Na campanha construtiva que se desenvolveu na segunda metade do século XII, à qual devemos a torre de menagem e a alcáçova, foram mantidas as muralhas, desprovidas de ameias, e a cisterna, erigidas pelos muçulmanos no século XI.
No reinado de D. Sancho II (1223-1248), Abril Peres de Lumiares foi alcaide do castelo até 1245. Acredita-se que a partir das Inquirições de 1258, sob o reinado de D. Afonso III (1248-1279), tenha tido lugar a ereção da cerca da vila.
Nos séculos XIV e XV a vila prosperou graças à manufatura de tecidos, com uma feira anual de expressão regional. Nesse período foram alcaides do castelo os Coutinhos, entre os quais se notabilizou Gonçalo Vasques Coutinho, alcaide também do Castelo de Trancoso, que durante a crise de 1383-1385, tomou partido pelo Mestre de Avis. Ao final do período, D. Francisco Coutinho, 4.° conde de Marialva, fez rasgar a meio da torre, uma janela de assento.
Após um breve período de recessão econômica durante o século XVI, o comércio de vinho trouxe uma nova prosperidade à região no século XVII, o que é perceptível pela construção de grande número de solares em Lamego. Neste período, a Porta da Vila era formada por um arco com duas torres, onde estava um sino que servia de relógio. A Casa da Câmara era então um antigo baluarte alpendrado, com colunas de pedra lavrada e uma torre. Um segundo baluarte era então designado como Castelinho (1730), e promoveu-se a limpeza da antiga cisterna (1749), posteriormente fechada por questões de segurança (1758).

### Do século XIX aos nossos dias
A intervenção do poder público no monumento, através da Direcção-Geral dos Edifícios e Monumentos Nacionais (DGEMN) iniciou-se numa primeira etapa de 1940 a 1944. Posteriormente, em 1949, a Câmara Municipal procedeu a reparos nos acessos. Novas campanhas de intervenção se sucederiam, a cargo da DGEMN, entre 1955 e 1991, libertando o monumento de edificações adossadas, consolidando, recuperando ou reconstruindo estruturas, em beneficiações diversas que muito valorizaram o monumento.
Em 1976 o Castelo acolheu a sede do Grupo N.º 49 dos Escoteiros de Portugal e graças ao entusiasmo e esforço dos jovens Escoteiros, com o apoio da autarquia, a Praça de Armas do Castelo foi limpa, cuidadosamente arranjada e transformada num local aprazível, digno de ser visitado. Em 26 de Maio de 1977 foi celebrado um protocolo entre a Câmara Municipal de Lamego e a Associação dos Escoteiros de Portugal, o qual confirmou que o Castelo acolhesse a sede do Grupo N.º 49, ficando a cargo destes a limpeza, conservação, bem como a sua guarda. O Castelo de Lamego é hoje um dos monumentos da cidade de Lamego mais procurados pelo público, tendo recebido, desde então, a visita de milhares de turistas nacionais e estrangeiros.[carece de fontes?]

## Características
O castelo ergue-se em posição dominante sobre a cidade, em um monte de afloramentos de granito e xisto, na cota de 543 metros acima do nível do mar. Apresenta planta poligonal irregular, orgânica (adaptada ao terreno), no estilo românico e gótico.
Além da cerca interna, percorrida por adarve, onde estão compreendidas a alcáçova, dominada pela Torre de Menagem, uma cerca externa circunda o conjunto em cota inferior.
O conjunto era acessado por duas portas: a Porta do Sol, a sul, e a Porta da Vila (Porta dos Figos, do Aguião, do Norte ou dos Fogos), a norte, flanqueada por dois cubelos, um de planta quadrada e outro, circular.
A torre de menagem, de planta quadrangular, descentrada a oeste na praça de armas, divide-se internamente em três pavimentos, com pisos e escadas de madeira, iluminada por frestas, algumas das quais transformadas em janelas ao final do século XVI. Era originalmente acedida por porta elevada a cerca de 2 metros acima do solo. Atualmente existe porta ao nível do pavimento térreo. É encimada por ameias.
Extra-muros ergue-se a antiga cisterna de pedra lavrada, com as dimensões aproximadas de vinte metros de comprimento por dez de largura. O teto é abobadado com ogiva nervada sustentadas por quatro arcos apoiados em pilares. Acredita-se que seja um dos exemplares mais bem conservados no país.

## Alendada moura Ardínia
Ao tempo do domínio muçulmano em Lamego, vivia no castelo uma princesa moura, de nome Ardínia, filha do governante, que se enamorou de um cavaleiro cristão, Tedom Ramires. Tendo combinado ambos o casamento e a fuga para terras cristãs, assim o fizeram. O pai da jovem, entretanto, logrou alcançá-la na ermida de São Pedro, junto ao rio Távora, quando a jovem acabara de se converter à fé cristã, sendo pelo próprio pai afogada nas águas desse rio. O cavaleiro enamorado, ao saber destas novas, fez voto de nunca se casar, vindo a ser morto em combate com os muçulmanos, junto ao rio Tedo, que por isso tomou o seu nome.
Uma outra versão refere que, à mesma época, era senhor do castelo um rei mouro de nome Alboacém, pai de uma linda princesa de nome Ardínia. A beleza da jovem era tal que seduziu imediatamente o cavaleiro cristão Tedon, bisneto de Ramiro II de Leão, quando um dia, disfarçado, veio a Lamego. O primeiro encontro entre Tedon e Ardínia aconteceu no laranjal do castelo numa noite de luar. Com o suceder dos encontros secretos, a paixão proibida entre os dois jovens aumentou a ponto de decidirem fugir para o convento de São Pedro das Águias, onde o Abade Gelásio os casou. O pai da princesa, entretanto, ciente da fuga, procurou-a por toda a parte, vindo a encontrá-la refugiada naquele convento, onde a matou. Até hoje se afirma na região que, quando o castelo é envolvido pelo nevoeiro no Inverno, a alma da princesa esvoaça sobre ele.